# مسجد خوشي
مسجد هوشي (بالصينية:沪西清真寺)هو مسجد في حي بوتو في شنغهاي ، الصين .  

## التاريخ
تم بناء المسجد على طريق شي كانج واستغرق البنا من عام 1914حتى1921 واكتمل في عام 1922 . في عام 1935 ، خضع المسجد للتجديد وتم توسيعه ليتمكن من استيعاب 200 من المصلين. استأنف المسجد أنشطته الدينية في عام 1979. في أبريل 1994 ، تم نقل المسجد إلى طريق تشانغده.

## هندسة معمارية

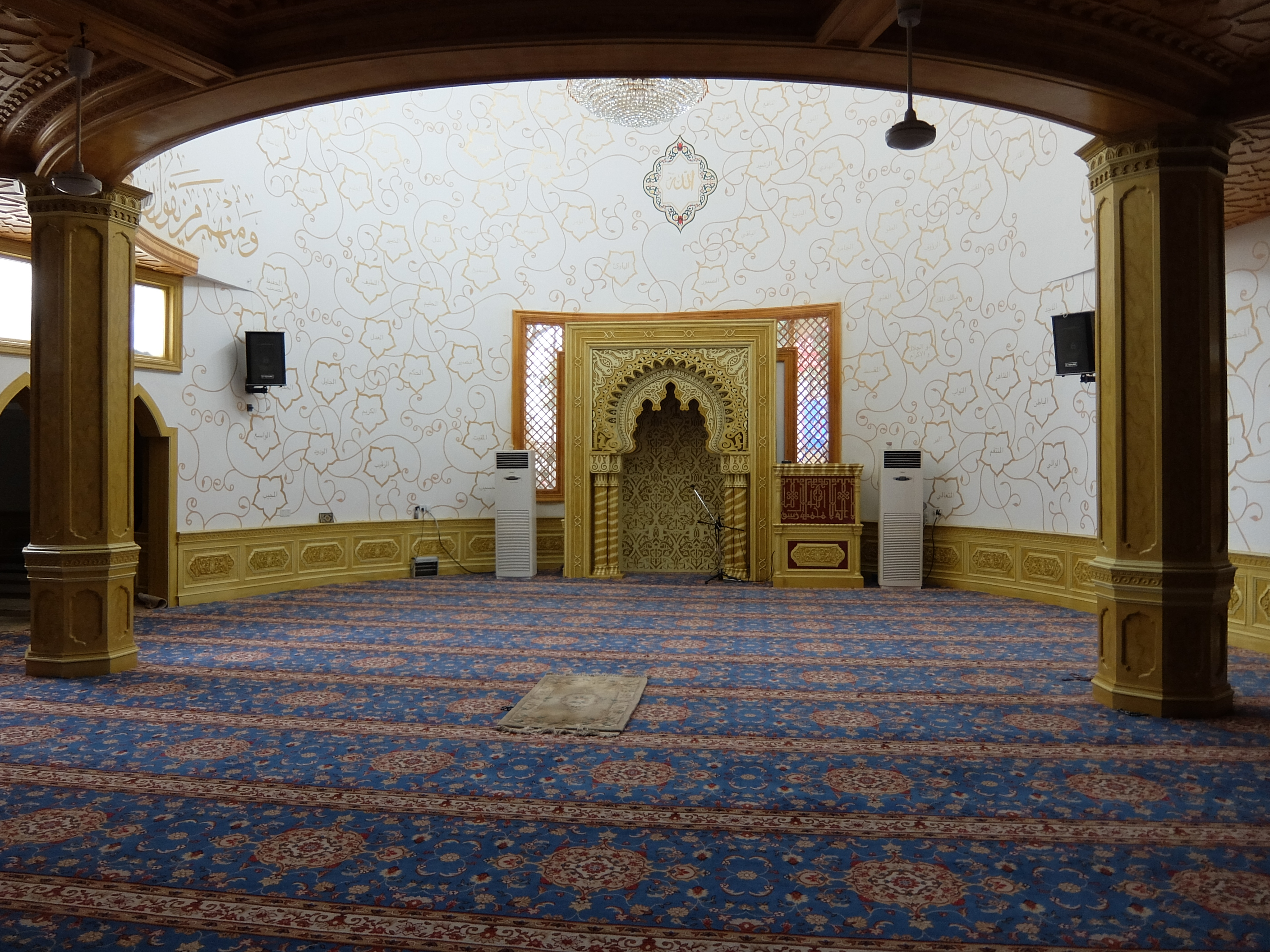
قاعة صلاة مسجد هوشي

يغطي المسجد مساحة 1,667 م 2 . يتكون المسجد من قاعة للصلاة من طابقين. له أقواس مزدوجة وسقف على شكل مروحة. يضم أيضًا غرفة تعليم وغرفة إمام وبيت ضيافة وحمامًا. كما يتميز بمحل لبيع اللحوم الحلال ومتجر . يتكون المسجد من مئذنة واحدة بارتفاع 25 مترًا و 6 قبب. 

## وسائل النقل
يمكن الوصول إلى المسجد عبر استقلال مترو شنغهاي والنزول في محطة جانجشو (بالصينية:长寿路) .